# Nico Rijnders
Reinier Johannes Maria «Nico» Rijnders (Breda, Países Bajos, 30 de julio de 1947-Brujas, Bélgica, 16 de marzo de 1976) fue un jugador y entrenador de fútbol neerlandés. En su etapa como jugador profesional se desempeñaba como centrocampista.

## Biografía
Rijnders inició su carrera profesional en 1965 con el NAC Breda. En 1968, ficha por el Go Ahead Eagles. Después de un año jugando para Las Águilas, es transferido al Ajax de Ámsterdam, donde ganó una Copa de Europa, una Eredivisie y dos copas de los Países Bajos. Finalmente, deja el Ajax en el verano de 1971 para jugar en el Club Brujas belga.
El 12 de noviembre de 1972, Rijnders se derrumbó en pleno partido que disputaba su equipo contra el RFC Lieja. Fue declarado clínicamente muerto, pero fue reanimado con éxito por el médico del club tras ser retirado del campo. No obstante, este incidente lo obligó a terminar con su carrera como jugador por motivos de salud. 
En 1973, se convirtió en el segundo entrenador del Brujas. En 1974, comenzó a dirigir al KRC Harelbeke, pero un nuevo ataque al corazón sufrido en vísperas de Navidad de ese año lo obligó a alejarse de todas las actividades relacionadas con el deporte, incluyendo la profesión de entrenador.
Rijnders abrió una tienda de artículos deportivos en Brujas. Rápidamente se fue a la quiebra, su esposa lo dejó unos meses más tarde y comenzó a tener problemas con el alcoholismo. El 3 de marzo de 1976, mientras asistía al carnaval de Deventer, volvió a ser víctima de un ataque cardíaco. Después de varios días en un hospital de la ciudad, regresó a Brujas. Finalmente, murió en su casa en Brujas el 16 de marzo de 1976, a la edad de 28 años.
En 2009, un cardiólogo que lo trataba dijo, basándose en el historial médico, que Rijnders sufría una arritmia cardíaca congénita. En ese momento, era muy difícil de detectar y, por lo tanto, de tratar.

## Selección nacional
Fue internacional con la selección de fútbol de los Países Bajos en 8 ocasiones.

## Clubes

### Como jugador
| Club              | País         | Año       |
| ----------------- | ------------ | --------- |
| NAC Breda         | Países Bajos | 1965-1968 |
| Go Ahead Eagles   | Países Bajos | 1968-1969 |
| Ajax de Ámsterdam | Países Bajos | 1969-1971 |
| Club Brujas       | Bélgica      | 1971-1972 |

### Como entrenador
| Club                    | País    | Año  |
| ----------------------- | ------- | ---- |
| Club Brujas (asistente) | Bélgica | 1973 |
| KRC Harelbeke           | Bélgica | 1974 |

## Palmarés

### Como jugador

#### Campeonatos nacionales
| Título                   | Club              | País         | Año  |
| ------------------------ | ----------------- | ------------ | ---- |
| Eredivisie               | Ajax de Ámsterdam | Países Bajos | 1970 |
| Copa de los Países Bajos | Ajax de Ámsterdam | Países Bajos | 1970 |
| Copa de los Países Bajos | Ajax de Ámsterdam | Países Bajos | 1971 |

#### Copas internacionales
| Título                      | Club              | Sede                 | Año  |
| --------------------------- | ----------------- | -------------------- | ---- |
| Copa de Campeones de Europa | Ajax de Ámsterdam | Londres (Inglaterra) | 1971 |

### Como entrenador asistente

#### Campeonatos nacionales
| Título     | Club        | País    | Año  |
| ---------- | ----------- | ------- | ---- |
| Division 1 | Club Brujas | Bélgica | 1973 |